# Adrian von Fölkersam

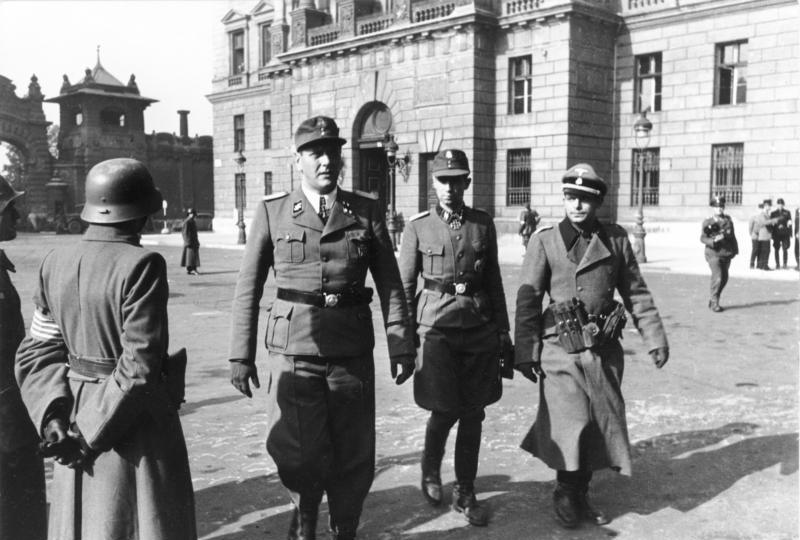
Adrian von Fölkersam (Mitte, neben Otto Skorzeny) in Budapest, 1944

Adrian „Arik“ Freiherr von Fölkersam (russisch Адриан Арминович Фелькерсам; * 20. Dezember 1914 in Petrograd; † wahrscheinlich 21. Januar 1945 nahe Hohensalza, Wartheland oder um 1949) war im Zweiten Weltkrieg Offizier der Wehrmacht und deutscher Angehöriger der Spezialeinheit Brandenburger, und wurde 1944 mit den Jagdkommandos als Waffen-SS-Offizier übernommen, posthum im Dienstgrad eines SS-Sturmbannführer.

## Werdegang
Adrian von Fölkersam wurde in die deutsch-baltische Adelsfamilie von Fölkersam geboren, die seit langem für das Russische Reich tätig war, wodurch er fließend Russisch sprach. Sein Vater Magnus Conrad Armin von Fölkersam war ein kaiserlich-russischer Offizier und Kunsthistoriker. Seine Mutter, Anna Nikiforovna Jagiełło-Mancewicz, stammte aus dem weissrussischen Adel. Adrian wurde am 14. August 1915 in der Isaakskathedrale zu Petrograd orthodox getauft.
Von Fölkersams Familie floh nach der Oktoberrevolution aus Russland und ließ sich in Lettland nieder. 1932 machte er am Klassischen Gymnasium in Riga sein Abitur. Ab 1934 besuchte er die Universitäten in München, Königsberg und Wien und studierte Wirtschaftswissenschaften (Nationalökonomie). Zu dieser Zeit wurde er Mitglied der NSDAP und der SA. Er war auch als Journalist für die Rigasche Rundschau tätig. Von Fölkersam trat gemeinsam mit seinem Bruder im Mai 1940 den Brandenburgern bei und bildete eine Sondereinheit aus Volksdeutschen russischer Herkunft aus. Seine Einheit wurde bei der Operation Barbarossa eingesetzt.
Im Sommer 1942 verteidigte er weit im feindlichen Gebiet mit seiner Truppe, genannt Der wilde Haufen, bestehend aus 60 russisch-sprechenden Männern aus Deutschland und dem Baltikum die Ölfelder von Maikop. Verkleidet als russische NKWD-Soldaten; die Uniformen stammten von übergelaufenen Soldaten; schleuste sich die Truppe durch die feindlichen Linien. Er gab sich gegenüber den befehlshabenden, sowjetischen Offiziere der Stadt Maikop; damals noch im Dienstgrad eines Leutnants d. R.; als Major Turchin von der Brigade Schdanow mit Sonderauftrag aus. Durch diesen Verweis erhielt er quasi als vermeintlich kampferfahrener, Offizier der Roten Armee eine Vorzugsbehandlung, sodass seine Truppe uneingeschränkt Aufklärungsaktionen durchführen und Anfang August während des Vorrückens der deutschen Wehrmacht die sowjetischen Kräfte durch gezielte Maßnahmen in Chaos versetzte, z. B. indem er den Abzug der sowjetischen Truppen verkünden, vermeintliche Deserteure der Roten Armee einsperren ließ und die sowjetischen Ingenieure von der Zerstörung der Ölfeldanlagen abzog. Für diesen Einsatz wurde er mit dem Ritterkreuz ausgezeichnet und zum Oberleutnant befördert.
Im Jahr 1944 wechselte von Fölkersam durch die Umwandlung der Division Brandenburg zu einer Panzergrenadier-Division zum SS-Jagdverband Ost der Waffen-SS, unter dem Kommando von Otto Skorzeny, unter dem er später Stabschef und sein Freund wurde. Dieser Verband wurde an der Ostfront eingesetzt und war auch an der Entführung von Miklós Horthy Jr. und der Absetzung seines Vaters, des ungarischen Regenten Miklós Horthy, beim Unternehmen Panzerfaust beteiligt.
Während der Ardennenoffensive nahm von Fölkersam als Führer der Kampfgruppe X der Panzerbrigade 150 unter anderem am Unternehmen Greif teil und wurde dort Ende 1944 verwundet.
Nachdem er erneut an die Ostfront eingesetzt worden war, wurde er abermals schwer verwundet und kämpfte im Januar 1945 gegen die vorrückende Rote Armee in Zentralpolen.
Adrian von Fölkersam soll am 21. Januar 1945 in der Nähe von Hohensalza im Wartheland bei Kämpfen mit der Roten Armee durch einen Kopfschuss getötet worden sein. Der SS-Jagdverband Ost (ca. 800 Mann) und weitere verfügbare Kräfte sollten unter seinem Kommando den Vorstoß der Roten Armee bei Hohensalza verhindern. Zum Zeitpunkt seines Todes war er SS-Hauptsturmführer und befehligte als Nachfolger von Otto Skorzeny den SS-Jagdverband Ost. Posthum wurde er zum SS-Sturmbannführer befördert.
Nach einer anderen Quelle soll er in sowjetischen Kriegsgefangenschaft geraten sein und seine Spuren sich um 1949 verloren haben.

## Auszeichnungen
- Eisernes Kreuz (1939) II. und I. Klasse
- Infanterie-Sturmabzeichen
- Ritterkreuz des Eisernen Kreuzes am 14. September 1942 als Leutnant der Reserve und Adjutant im Stab des I./Lehr-Regiments z.b.V. 800 „Brandenburg“[8]